# Hastings (Nebraska)
Hastings je grad u američkoj saveznoj državi Nebraska. Prema popisu stanovništva iz 2010. u njemu je živjelo 24,907 stanovnika.